# Module régulateur de tension
Un module régulateur de tension (en anglais Voltage regulator module ou VRM) est un étage d'alimentation et de conversion de tension, tel qu'utilisé sur les cartes mères d'ordinateur pour fournir la tension d'alimentation du CPU, ou sur les cartes graphiques pour le GPU. La DDR5, attendue pour la fin 2021, fait aussi utilisation de ces modules. Ils ont pour rôle de fabriquer la tension d'alimentation dont les composants ont besoin pour fonctionner, tension généralement pilotable. Ils doivent maintenir la tension demandée malgré de fortes variations de consommation du dispositif à alimenter (rôle de régulation de tension), pour des consommations atteignant parfois plusieurs centaines de watts et permettent d'isoler en partie la tension d'alimentation des puces avec la ligne +5V de la carte mère, réduisant l'influence des autres composants aux alentours.
Leur principe de fonctionnement est celui d'une alimentation à découpage de type Buck : un dispositif à base de transistors MOSFET de puissance, pilotés par des impulsions plus ou moins larges, dose la quantité de courant qui sera envoyée dans un condensateur, dont la tension augmentera en fonction de la quantité du courant reçu et diminuera en fonction du courant consommé : c'est la tension de sortie. De façon à lisser l'allure du courant, une inductance est placée entre le transistor et le condensateur. Le dispositif contrôle la tension présente au niveau du condensateur, afin d'envoyer juste ce qu'il faut de courant pour maintenir une tension constante.
Dans la majorité des cas, ces modules utilisés autour des CPU et GPU convertissent une tension de 12 V en une tension proche de 1,2 V. Pour un dispositif consommant 125 watts, le courant consommé sur l'entrée 12 V sera légèrement supérieur à 10 ampères, tandis que le courant consommé sur la sortie de 1,2 V sera de l'ordre de 100 ampères.
Le rendement énergétique (pourcentage de la puissance consommée en entrée qui se retrouve disponible en sortie) est un facteur très important pour réduire l'échauffement que va subir le module (la majorité des pertes étant converties en chaleur par effet joule). Du fait des très forts courants de sortie, de faibles effets résistifs conduisent rapidement à des échauffements élevés.